# Alan Schneider
Alan Schneider (ur. 28 listopada 1917 w Charkowie, zm. 3 maja 1984 w Londynie) – amerykański reżyser teatralny.

## Biografia
Alan Schneider urodził się w Charkowie 28 listopada 1917 roku. Reżyserował inscenizacje dramatów współczesnych w Nowym Jorku i Waszyngtonie, takich dramaturgów, jak: Edward Albee, Samuel Beckett, Harold Pinter czy Eugène Ionesco. W 1963 roku zdobył broadwayowską Tony Award dla najlepszego reżysera za Kto się boi Virginii Woolf? Edwarda Albeego. Został potrącony i zabity przez motocykl w Londynie, gdy przechodził przez ulicę, aby wysłać list do Becketta 3 maja 1984 roku.